# 安娜·伊柳策
安娜·伊柳策（羅馬尼亞語：Ana Iliuță，1958年1月10日—），罗马尼亚女子赛艇运动员。她曾代表罗马尼亚参加1980年夏季奥林匹克运动会赛艇比赛，获得女子八人单桨有舵手铜牌。